# En suivant la flotte
Pour plus de détails, voir Fiche technique et Distribution.
En suivant la flotte (titre original : Follow the Fleet) est un film musical américain réalisé par Mark Sandrich, sorti en 1936, avec Fred Astaire et Ginger Rogers. 

## Synopsis
À l’occasion du mouillage de la flotte dans le port de San Francisco, Bake Baker (Fred Astaire), un des matelots, ancien danseur, revoit son ex-partenaire dans un club de la ville. Sherry Martin (Ginger Rogers) et lui se remémorent le bon vieux temps en gagnant un concours de danse, puis Bake fait la connaissance de Connie Martin (Harriet Hilliard), la sœur de Sherry. La flotte appareille à nouveau et ne revient à San Francisco que six mois plus tard, donnant enfin l’occasion à Bake de renouer avec son ancien métier auprès de Connie et Sherry.

## Fiche technique
- Titre original : Follow the Fleet
- Titre français : En suivant la flotte
- Réalisation : Mark Sandrich
- Scénario : Dwight Taylor et Allan Scott d'après la pièce Shore Leave de Hubert Osborne
- Photographie : David Abel
- Montage : Henry Berman
- Musique originale : Irving Berlin et Max Steiner (non crédité)
- Arrangements musicaux : Walter Scharf (non crédité)
- Chorégraphie : Hermes Pan
- Direction artistique : Van Nest Polglase et Carroll Clark (associé)
- Décors : Darrell Silvera
- Costumes : Bernard Newman
- Producteur: Pandro S. Berman (non crédité)
- Société de production : RKO
- Société de distribution : RKO
- Pays d'origine : États-Unis
- Langue de tournage : anglais
- Genre : film musical et comédie romantique
- Format : Noir et blanc — 35 mm — 1,37:1 — Son : Mono (RCA Victor System)
- Durée : 110 minutes
- Dates de sortie : 
  - États-Unis 20 février 1936

## Distribution
- Fred Astaire : Bake Baker
- Ginger Rogers : Sherry Martin
- Randolph Scott : Bilge Smith
- Harriet Hilliard : Connie Martin
- Astrid Allwyn : Iris Manning
- Russell Hicks : Jim Nolan
- Brooks Benedict : David Sullivan
- Harry Beresford : le capitaine Hickey
- Betty Grable : une chanteuse du trio de choristes (sur la chanson "Let Yourself Go")
- Lucille Ball : Kitty Collins
- Ray Mayer : Dopey Williams

Acteurs non crédités :
- Doris Lloyd : Mme Courtney
- Tony Martin : un matelot
- Frank Sully : un matelot

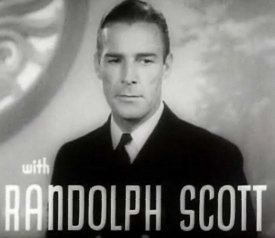
Randolph Scott.
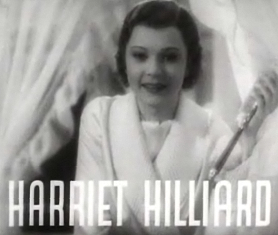
Harriet Hilliard.
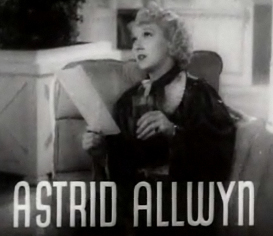
Astrid Allwyn.